# Escut de Castelló d'Empúries
L'escut oficial de Castelló d'Empúries té el següent blasonament:
Escut caironat: faixat d'or i de gules i, ressaltant sobre el tot, un castell d'atzur tancat de sable. Per timbre, una corona de comte.

## Història
Va ser aprovat el 14 de setembre del 2005 i publicat al DOGC el 3 d'octubre del mateix any amb el número 4481.
El castell és un senyal parlant tradicional referit al nom de la vila, al·lusiu també al palau dels comtes d'Empúries, que van tenir Castelló com a capital del comtat ja des del segle x. Rememoren també el comtat d'Empúries el faixat d'or i de gules (les armes heràldiques dels comtes) i la corona del capdamunt.